# Liga Nogometnog saveza područja Slavonski Brod 1970./71.
Liga Nogometnog saveza područja Slavonski Brod, također i kao Područna liga Slavonski Brod, Područna liga NSP Slavonski Brod je bila liga ćrtvrtog stupnja nogometnog prvenstva Jugoslavije u sezoni 1970./71. 
 
Sudjelovalo je 14 klubova, a prvak je bio "Trgovački" iz Slavonskog Broda. 
 
U ligi su također sudjelovali i klubovi s područja Bosanskog Broda u Bosni i Hercegovini.  

## Ljestvica
| mj. | klub                                           | ut. | pob. | ner. | por. | gol+ | gol- | bod     |
| --- | ---------------------------------------------- | --- | ---- | ---- | ---- | ---- | ---- | ------- |
| 1.  | Trgovački Slavonski Brod                       | 26  | 16   | 7    | 3    | 64   | 32   | 39      |
| 2.  | Amater Slavonski Brod                          | 26  | 16   | 4    | 6    | 74   | 33   | 36      |
| 3.  | Posavac Ruščica                                | 26  | 13   | 7    | 6    | 69   | 37   | 33      |
| 4.  | Željezničar (Bosanski Brod – Tulek)            | 26  | 14   | 5    | 7    | 53   | 33   | 33      |
| 5.  | Graničar Brodski Varoš                         | 26  | 15   | 3    | 8    | 53   | 36   | 33      |
| 6.  | Ukrina Novo Selo                               | 26  | 12   | 7    | 7    | 60   | 60   | 31      |
| 7.  | Borac Podvinje                                 | 26  | 10   | 8    | 8    | 43   | 39   | 28      |
| 8.  | Premium Sijekovac                              | 26  | 9    | 7    | 10   | 48   | 21   | 21 (-4) |
| 9.  | Vinogorac (Slavonski Brod – Brodsko Vinogorje) | 26  | 7    | 6    | 13   | 40   | 45   | 20      |
| 10. | Mladost Kričanovo                              | 26  | 7    | 5    | 14   | 37   | 24   | 19      |
| 11. | Radnik Oriovac                                 | 26  | 7    | 4    | 15   | 38   | 63   | 18      |
| 12. | Budućnost Donji Andrijevci                     | 26  | 7    | 4    | 15   | 41   | 77   | 18      |
| 13. | Omladinac Staro Topolje                        | 26  | 6    | 5    | 15   | 39   | 71   | 17      |
| 14. | Sloga Gromačnik                                | 26  | 5    | 4    | 17   | 47   | 77   | 14      |

- "Željezničar" (Bosanski Brod – Tulek), "Ukrina" Novo Selo, "Premium" Sijekovac i "Mladost" Kričanovo  – klubovi iz Bosne i Hercegovine

## Rezultatska križaljka
| kratica | klub                                           | AMA | BOR | BUD | GRA | MLA | OML | POS | PRE | RAD | SLO | TRG | UKR | VIN | ŽELJ |
| --- | ---------------------------------------------- | --- | --- | --- | --- | --- | --- | --- | --- | --- | --- | --- | --- | --- | ---- |
| AMA | Amater Slavonski Brod                          |     |     |     |     |     |     |     |     |     |     |     |     |     |      |
| BOR | Borac Podvinje                                 |     |     |     |     |     |     |     |     |     |     |     |     |     |      |
| BUD | Budućnost Donji Andrijevci                     |     |     |     |     |     |     |     |     |     |     |     |     |     |      |
| GRA | Graničar Brodski Varoš                         |     |     |     |     |     |     |     |     |     |     |     |     |     |      |
| MLA | Mladost Kričanovo                              |     |     |     |     |     |     |     |     |     |     |     |     |     |      |
| OML | Omladinac Staro Topolje                        |     |     |     |     |     |     |     |     |     |     |     |     |     |      |
| POS | Posavac Ruščica                                |     |     |     |     |     |     |     |     |     |     |     |     |     |      |
| PRE | Premium Sijekovac                              |     |     |     |     |     |     |     |     |     |     |     |     |     |      |
| RAD | Radnik Oriovac                                 |     |     |     |     |     |     |     |     |     |     |     |     |     |      |
| SLO | Sloga Gromačnik                                |     |     |     |     |     |     |     |     |     |     |     |     |     |      |
| TRG | Trgovački Slavonski Brod                       |     |     |     |     |     |     |     |     |     |     |     |     |     |      |
| UKR | Ukrina Novo Selo                               |     |     |     |     |     |     |     |     |     |     |     |     |     |      |
| VIN | Vinogorac (Slavonski Brod – Brodsko Vinogorje) |     |     |     |     |     |     |     |     |     |     |     |     |     |      |
| ŽELJ | Željezničar (Bosanski Brod – Tulek)            |     |     |     |     |     |     |     |     |     |     |     |     |     |      |
| |                                                |     |     |     |     |     |     |     |     |     |     |     |     |     |      |
| podebljan rezultat - utakmice od 1. do 13. kola (1. utakmica između klubova) rezultat normalne debljine - utakmice od 14. do 26. kola (2. utakmica između klubova) rezultat nakošen - nije vidljiv redoslijed odigravanja međusobnih utakmica iz dostupnih izvora rezultat smanjen * - iz dostupnih izvora nije uočljiv domaćin susreta prekrižen rezultat - poništena ili brisana utakmica p - utakmica prekinuta 3:0 p.f. / 0:3 p.f. - rezultat 3:0 bez borbe |                                                |     |     |     |     |     |     |     |     |     |     |     |     |     |      |

 Izvori:

## Unutarnje poveznice
- Slavonska zona 1970./71.
- Liga NSP Nova Gradiška 1970./71.
- Liga NSP Slavonska Požega 1970./71.
- Područna liga NSP Vinkovci 1970./71.